# نصیب
نصیب (به عربی: نصیب) یک روستا در سوریه است که در استان درعا واقع شده‌است. نصیب ۵٬۷۸۰ نفر جمعیت دارد.